# Нова Діброва (Коростенський район)
Нова́ Дібро́ва — село в Україні, у Коростенському районі Житомирської області. Населення становить 30 осіб. Входить до складу Малинської міської громади.

## Географія
Селом протікає річка Гуска, права притока Студеня.

## Населення

### Мова
Розподіл населення за рідною мовою за даними перепису 2001 року:
| Мова       | Кількість | Відсоток |
| ---------- | --------- | -------- |
| українська | 118       | 100%     |